# Mitracarpus felipponei
Mitracarpus felipponei là một loài thực vật có hoa trong họ Thiến thảo. Loài này được Beauverd mô tả khoa học đầu tiên năm 1920.